# 福尔日 (塞纳-马恩省)
福尔日（法語：Forges，法語發音：[fɔʁʒ] ⓘ）是法国塞纳-马恩省的一个市镇，属于普罗万区。

## 地理
福尔日（48°25'8"N, 2°57'39"E）面积13.32 平方千米，位于法国法蘭西島大區塞纳-马恩省，该省份为法国北部内陆省份，北起瓦兹省，西接埃松省、马恩河谷省、塞纳-圣但尼省和瓦兹河谷省，南至卢瓦雷省，东南接约讷省，东临马恩省和奥布省，东北接埃纳省。
与福尔日接壤的市镇（或旧市镇、城区）包括：圣日耳曼拉瓦勒、布里地区瓦朗斯、埃舒布兰、拉格朗德帕鲁瓦斯、布里地区拉瓦勒、蒙特罗福约讷。

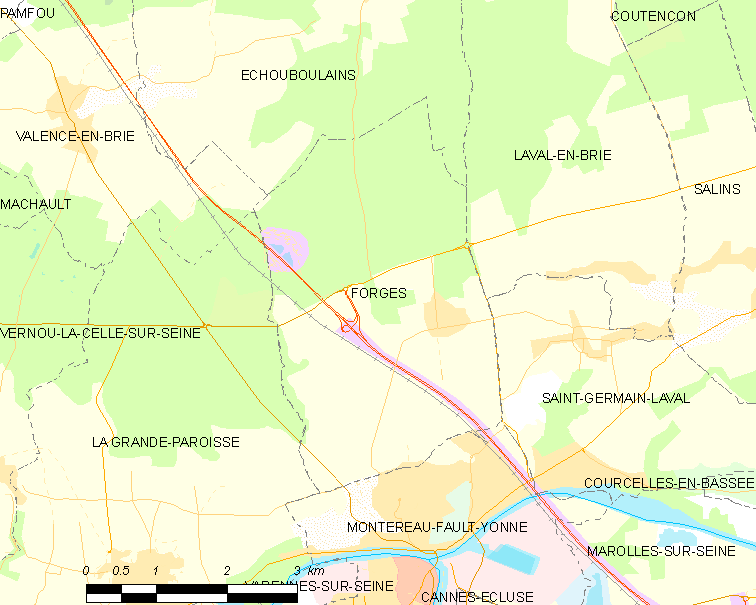
的OSM定位图

福尔日的时区为UTC+01:00、UTC+02:00（夏令时）。

## 行政
福尔日的邮政编码为77130，INSEE市镇编码为77194。

## 政治
福尔日所属的省级选区为蒙特罗福约讷县。

## 人口

1962-2008年间人口变化图示

福尔日于2022年1月1日时的人口数量为432人。